# 오아림
오아림(1985년 6월 30일 ~ )은 대한민국의 레이싱 모델이다.

## 경력사항
- 2005년 서울모터쇼 BMW 모델
- 2006년 부산 국제 수퍼카쇼, 모터쇼 모델
- 2006년 코리아 GT 챔피언쉽 모델
- 2007년 서울모터쇼모델
- 2007년 금호타이어 전속모델
- 2008년 서울오토살롱 모델
- 2008년 넥센 R-stars 레이싱모델
- 2009년 한국타이어 소속 레이싱모델

## 수상
- 2007년 제1회 레이싱모델어워드 신인상
- 2007년 곰TV 프리챌배 레이싱모델 빌라이드 챔피언쉽 3위